# Tukul
Tukul is een bestuurslaag in het regentschap Probolinggo van de provincie Oost-Java, Indonesië. Tukul telt 2645 inwoners (volkstelling 2010).